# Geertruidkerk (Ouwerkerk)

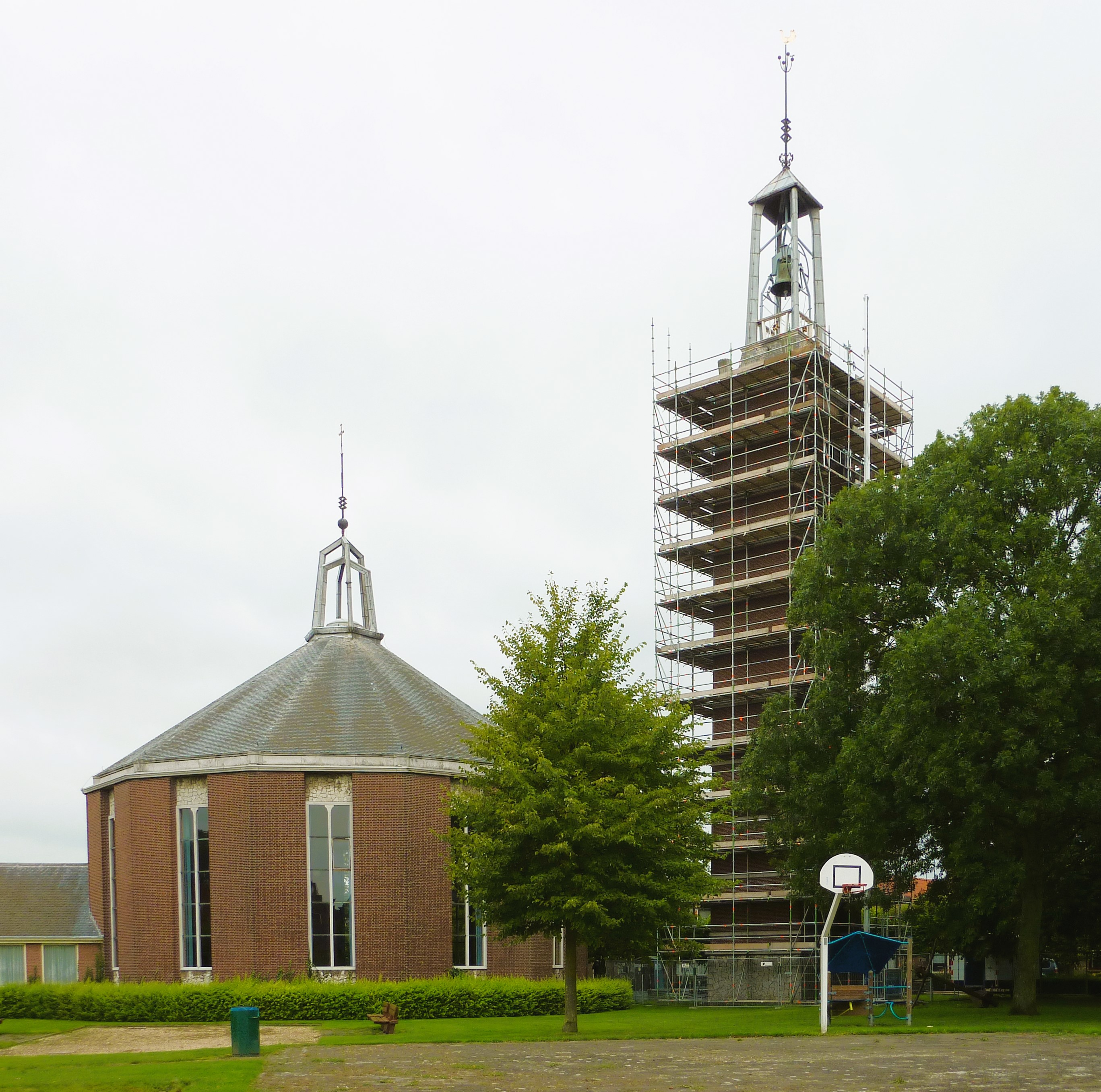
Die neue Geertruidkerk während der Renovierung 2010

Die Geertruidkerk (deutsch Gertrudenkirche) ist die evangelische Pfarrkirche von Ouwerkerk (Gemeinde Schouwen-Duiveland) in der niederländischen Provinz Zeeland.

## Geschichte

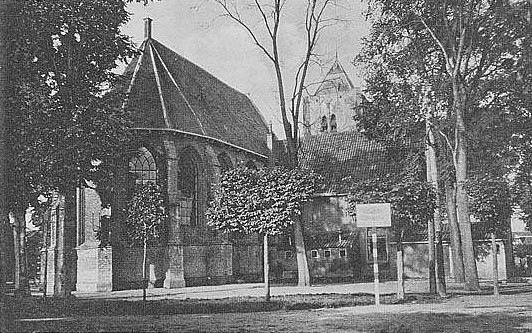
Die alte Geetruidkerk zu Ouwerkerk

Die heutige neue Geertruidkerk ersetzt einen im Zweiten Weltkrieg zerstörten der Heiligen Gertrud von Nivelles geweihten spätgotischen Vorgängerbau, der die charakteristischen Merkmale der dörflichen Scheldegotik aufwies. Von diesem Vorgängerbau ging bereits im Laufe des 17. Jahrhunderts das Langhaus durch Brand verloren, woraufhin man nur noch den Langchor des 15. Jahrhunderts als Gottesdienstraum nutzte. Später wurde hier querschiffartig ein Schulhaus angebaut. 1944 wurde der Chor durch Kampfhandlungen schwer beschädigt, 1945 sprengten deutsche Truppen den spätmittelalterlichen Kirchturm. Ab 1946 konnte die Gemeinde wieder Gottesdienste in einer aus der Schweiz stammenden Notkirche feiern. Nach der schweren Sturmflut von 1953 entschloss man sich nach den verheerenden Zerstörungen in Ouwerkerk zum Bau einer neuen Kirche. Der Gottesdienstraum, ein Zentralbau, wurde 1956 geweiht, der freistehende Glockenturm 1957 vollendet. Die Gemeinde gehört zur 2004 geschaffenen Protestantischen Kirche in den Niederlanden.

## Orgel
Die Orgel wurde von der Orgelbaufirma Van Vulpen erbaut. Das Schleifladen-Instrument hat 13 Register auf zwei Manualen und Pedal. Die Spiel- und Registertrakturen sind mechanisch.
| I Hauptwerk C–f3 |        |
| Roerfluit        | 8′     |
| Prestant         | 4′     |
| Woudfluit        | 2′     |
| Scherp           | II-III |
| Dulciaan         | 8′     |

| II Nebenwerk C–f3 |       |
| Holpijp           | 8′    |
| Roerfluit         | 4′    |
| Prestant          | 2′    |
| Quint             | 1 ⁄3′ |
| Cimbel            | I     |

| Pedalwerk C–f1 |     |
| Subbas         | 16′ |
| Gedekt         | 8′  |
| Vox Humana     | 4′  |

- Koppeln: II/I, I/P, II/P